# Hazem Salah Abu Isma'il
Ḥāzem Ṣalāḥ Abū Ismāʿīl (in arabo حازم صلاح أبو إسماعيل‎?; Doqqi, 16 giugno 1961) è un avvocato e politico egiziano.
Nativo di Doqqi (Giza), Ḥāzim Ṣāliḥ Abū Ismāʿīl (ħæːzem sˤɑˈlɑːħ ˈæbu ʔesmæˈʕiːl) è un militante politico salafita egiziano.
È stato descritto dal quotidiano The Economist come un salafita "populista".
Il 5 luglio 2013 è stato arrestato dalle autorità militari che hanno portato a segno il golpe egiziano del 2013 per "incitamento alla violenza".

## Candidatura presidenziale
Ḥāzim Ṣāliḥ Abū Ismāʿīl si è presentato candidato alle elezioni presidenziali egiziane del maggio del 2012. Ai primi di aprile del 2012 era considerato uno dei favoriti e godeva di ampie simpatie popolari.
In politica estera, Ḥāzim Ṣāliḥ Abū Ismāʿīl era a favore della fine del 1979 Trattato di pace israelo-egiziano del 1979 e aveva parlato dell'Iran come di un modello di successo nel conseguimento della piena indipendenza dagli Stati Uniti. La sua agenda di politica interna includeva l'obbligo del velo per le donne e la loro segregazione rispetto all'elemento maschile sui posti di lavoro.
Il 4 aprile 2012, il New York Times riportò che secondo i documenti del Governo della California la madre deceduta di Ḥāzim Ṣāliḥ Abū Ismāʿīl aveva la cittadinanza statunitense: cosa che lo avrebbe reso perciò ineleggibile per la presidenza egiziana, in ottemperanza alla Costituzione provvisoria egiziana del 2011. Egli negò la cosa, affermando che la madre aveva avuto solo la green card (permesso di residenza permanente). Il 5 aprile, il ministro degli Interni confermò che la madre del candidato aveva avuto la cittadinanza statunitense, provocando un raduno di migliaia di suoi simpatizzanti.
Al termine dell'esame del caso venutosi a trovare, la Commissione Elettorale, le cui decisioni sono inappellabili anche di fronte alla giustizia ordinaria, escluse Ḥāzim Ṣāliḥ Abū Ismāʿīl dalla competizione presidenziale in data 14 aprile.

## Fondazione del Partito della Bandiera
Si dice che egli abbia avviato trattative per dar vita a una coalizione politica col Partito Nazionale di recente costituzione. Tuttavia egli fondò in marzo un suo proprio partito politico, il Partito della Bandiera.
Dette vita all'Alleanza nazionale ai primi di marzo del 2013.